# Ковалевський Максим Євграфович
Максим Євграфович Ковалевський 30 серпня (12 вересня) 1903, Санкт-Петербург — 13 червня 1988, Париж) — французький композитор, математик, богослов, прихильник православ'я західного обряду, діяч Кафолицької православної церкви Франції.
Син Євграфа Ковалевського і брат Петра і єпископа Іоанна-Нектарія Ковалевських. Походив з українського роду Ковалевських з Харківщини, що перебрався до російської столиці Санкт-Петербурга.

## Біографія
Емігрував з родиною до Франції в 1920 році. Жив в Ніцці, потім переїхав до Парижа.
У 1921 році — член-засновник Братства святого Олександра Невського.
У 1925 році стає одним з засновників Братства святого Фотія в Парижі. Був прихильником західного обряду в православ'ї, приєднався до створеної в 1936 році західнообрядной православної місії.
Разом з іншими членами Братства святого Фотія став засновником в грудні 1944 року Інституту святого Діонісія в Парижі. Викладав історію церковного співу і літургійне богослов'я.
Очолював Російське музичне товариство у Франції. Виконував обов'язки регента в храмі Всіх скорботних Радості і преподобної Женев'єви в Парижі.
У 1947 році згаданий як псаломщик і регент церкви Божої Матері Всіх скорботних Радості і святої Женев'єви в Парижі, а в 1949 році — як диякон храму святого Іринея Ліонського в Парижі (хоча згодом про нього йшлося, як про мирянина). Брав участь в перекладі богослужбових текстів на французьку мову.
Помер 13 червня 1988 року. Похований на кладовищі в Бюльон, під Парижем.

## Публікації
- La musique liturgique orthodoxe russe. — Paris, 1962.
- Orthodoxie et Occident: Renaissance d'une Eglise locale. L'Eglise orthodoxe de France. — Paris: Carbonnel, 1990..